# Gornji Bukovac Žakanjski
Gornji Bukovac Žakanjski is een plaats in de gemeente Žakanje in de Kroatische provincie Karlovac. De plaats telt 18 inwoners (2001).